# Seraphim Rose
Seraphim Rose (nacido Eugene Dennis Rose; San Diego, 13 de agosto de 1934 – Platina, condado de Shasta, 2 de septiembre de 1982), también conocido como Serafín de Platina, fue un hieromonje estadounidense perteneciente a la Iglesia ortodoxa rusa fuera de Rusia, que cofundó el Monasterio de San Germán de Alaska en Platina, California. Tradujo textos del cristianismo ortodoxo y fue autor de varias obras, algunas de ellas polémicas. Se considera que sus escritos han ayudado a la difusión del cristianismo ortodoxo en Occidente; su popularidad también se extendió hasta la propia Rusia, en donde se reprodujeron y distribuyeron por samizdat durante la época comunista.
La oposición de Rose a la participación del cristianismo ortodoxo en el movimiento ecuménico y su defensa de ciertas ideas le ocasionaron conflictos con varias figuras ortodoxas destacadas en el siglo XX, y sigue siendo controvertido en varios lugares, incluso tras su súbita muerte en 1982 como consecuencia de una enfermedad intestinal no diagnosticada. Si bien no ha sido formalmente canonizado por ningún sínodo ortodoxo, muchos cristianos ortodoxos le manifiestan muy alta estima, venerándolo en la iconografía, la liturgia y las plegarias.
En la actualidad, el monasterio de Rose está afiliado a la Iglesia ortodoxa serbia y continúa con la publicación de sus obras y su actividad misionera ortodoxa.

## Publicaciones

### En inglés
- Blessed John the Wonderworker: A Preliminary Account of the Life and Miracles of Archbishop John Maximovitch. Platina: St. Herman of Alaska Brotherhood, 1987. (ISBN 0938635018)
- Genesis, Creation and Early Man. Platina: St. Herman of Alaska Brotherhood, 2000. (ISBN 1887904026)
- God's Revelation to the Human Heart. Platina: Saint Herman Press, 1988. (ISBN 0938635034)
- Letters from Father Seraphim. Nikodemos Orthodox Publication Society. (ISBN 1879066084)
- Nihilism: The Root of the Revolution of the Modern Age. Platina: St. Herman of Alaska Brotherhood, 1994. (ISBN 1887904069) (as Eugene Rose).
- Orthodoxy and the Religion of the Future. Platina: Saint Herman of Alaska Brotherhood, 1975. (ISBN 188790400X)
- The Apocalypse: In the Teachings of Ancient Christianity. Platina: Saint Herman of Alaska Brotherhood, 1985. (ISBN 0938635670)
- The Place of Blessed Augustine in the Orthodox Church. Platina: Saint Herman of Alaska Brotherhood, 1983. (ISBN 0938635123)
- The Soul After Death: Contemporary "After-Death" Experiences in the Light of the Orthodox Teaching on the Afterlife. Platina: St. Herman of Alaska Brotherhood, 1988.(ISBN 093863514X)
- Orthodox Survival Course. Samizdat Press, 2019. (ISBN 9780359754731)

### En español
- Nihilismo: La raíz de la revolución de la era moderna, traducción;  Fabio Descalzi & Ignacio Pérez, prólogo, p. Siluan Dignac. Amazon Independently published 2022. (ISBN 979-8849234571)
- Ortodoxia y la religión del futuro, prólogo, p. Siluan Dignac. Amazon Independently published 2023. (ISBN 979-8872659624)